# Drosera macrophylla
Drosera macrophylla es una especie de planta perenne tuberosa perteneciente al género de plantas carnívoras Drosera. 

## Descripción
Forma una roseta con hojas de 4 cm de largo y 2 cm de ancho. Florece de junio a octubre. 

## Distribución
Es un endémica de Australia Occidental. Es una especie común al este de Perth donde crece en suelos francos.

## Taxonomía
Drosera macrophylla fue descrita por primera vez por John Lindley en 1839 en su publicación de A sketch of the vegetation of the Swan River Colony. En 1992, Allen Lowrie y Sherwin Carlquist describen una nueva subespecie, D. macrophylla subsp. monantha, que se distingue de D. macrophylla subsp. macrophylla por su única flor o raramente con inflorescencia biflora. La subespecies monantha es abundante en la región Bruce Rock/Merredin.

Etimología
Drosera: tanto su nombre científico –derivado del griego δρόσος (drosos): "rocío, gotas de rocío"– como el nombre vulgar –rocío del sol, que deriva del latín ros solis: "rocío del sol"– hacen referencia a las brillantes gotas de mucílago que aparecen en el extremo de cada hoja, y que recuerdan al rocío de la mañana.
macrophylla: epíteto latino que significa "con hojas grandes".
Sinonimia
- Sondera macrophylla (Lindl.) Chrtek & Slavíková, Novit. Bot. Univ. Carol. 13: 44 (1999 publ. 2000).[4][5]